# Alta Papua
Alta Papua (Indonésio: Papua Pegunungan) é uma província da Indonésia, que segue aproximadamente as fronteiras da região tradicional papuana de Lano-Pago, abreviada para La Pago. Cobre uma área de 51.213,33 km² e tinha uma população de 1.448.360 de acordo com as estimativas oficiais em meados de 2023.
Formalmente estabelecida em 12 de novembro de 2022 a partir da parte central e montanhosa da antiga província de Papua, está localizada nos planaltos centrais da Nova Guiné Ocidental, onde é a primeira e única província sem litoral da Indonésia. A capital de Alta Papua está no Regência de Jaiavijaia, no Distrito de Walesi. A disposição legal para o estabelecimento da província foi aprovada pelo Conselho Representativo do Povo em 30 de junho de 2022, com o projeto de lei assinado na Lei nº 16/2022 pelo Presidente Joko Widodo em 25 de julho, tornando-se uma das três províncias mais novas da Indonésia, juntamente com Papua Central e Papua Meridional. Faz fronteira com Papua-Nova Guiné.

## História

### Expedição das Índias Orientais Holandesas

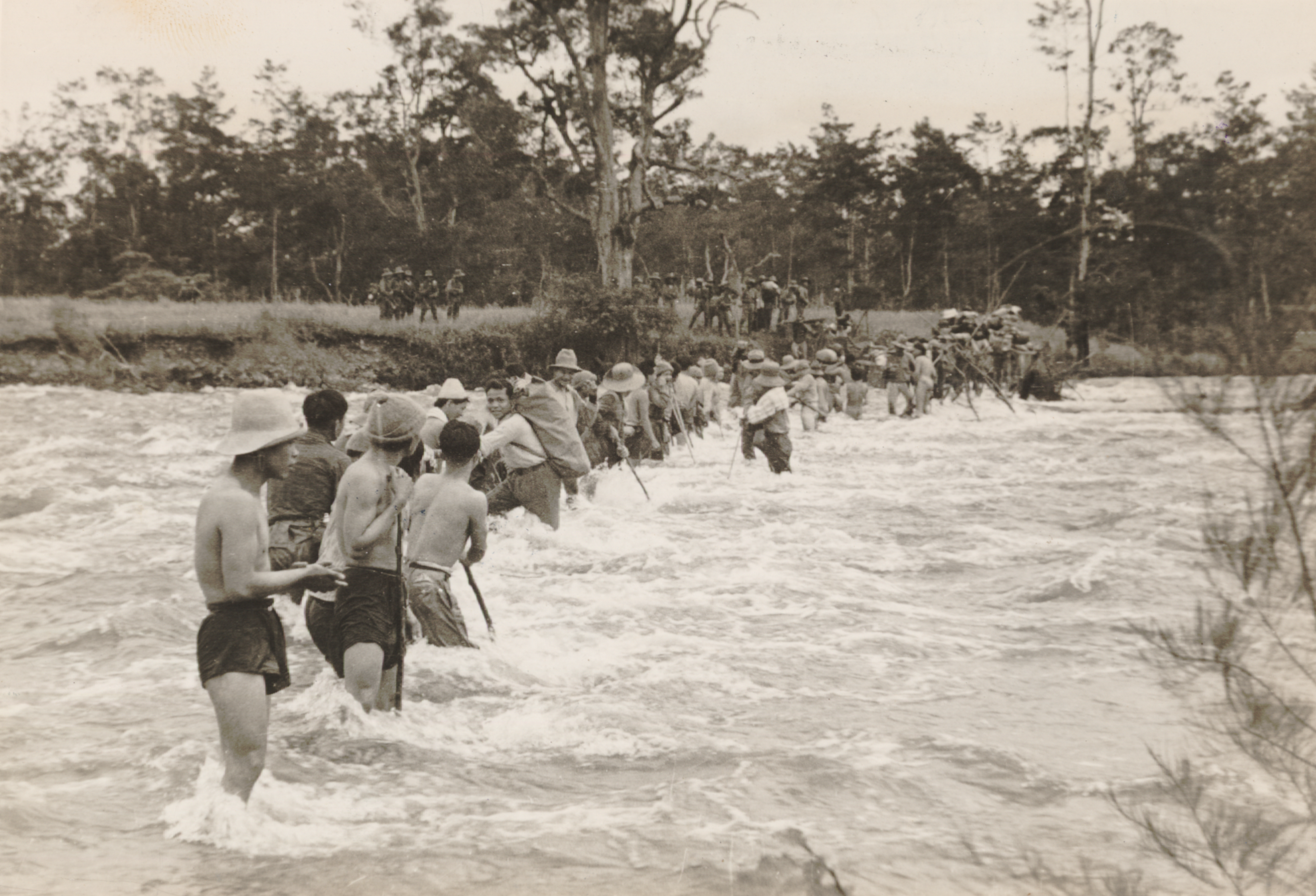
Membros da tribo Dayak no vale de Baliem formando uma corrente humana através do rio e permitindo ao exolorador RichardArchbold e à sua equipe atravessar

No século XVII, o marinheiro Jan Carstenszoon registrou a existência de altas montanhas cobertas de neve no meio da ilha, apesar de sua localização no equador. Os europeus referiam-se a essa área como terra incognita, significando um território inexplorado e misterioso. Foi apenas no século XX que as tribos residentes na província de Alta de Papua fizeram contato com o mundo exterior. O primeiro contato registrado foi feito durante uma expedição liderada por Hendrikus Albertus Lorentz em 1909, com representantes de Pesegem (povos Nduga erroneamente identificadas como Dani). O propósito da expedição era encontrar um caminho para alcançar o Monte Wilhelmina (agora conhecido como Puncak Trikora), que é íngreme e coberto de neve. Durante a jornada, os membros da expedição descansaram e testemunharam uma procissão tradicional na aldeia da tribo Pesechem ou Pesegem. Após essa expedição inicial, de Bruyn, Franssen Herderschee, Karel Doorman e outros realizaram suas próprias expedições para explorar e documentar as regiões interiores de Papua que anteriormente eram inexploradas por forasteiros. Hoje, Jan Carstenszoon é lembrado como o homônimo da  Pirâmide Carstensz (chamado atualmente de Puncak Jaya), o pico mais alto da Oceania, e da Cordilheira Carstensz.
Em 1920, van Overeem e Kremer lideraram uma expedição que descobriu com sucesso o vale de Swart, agora conhecido como vale do Toli, na regência de Tolikara, e o povo Lani que lá vivia. Essa exploração levou ainda à descoberta do Lago Habema e permitiu o acesso ao Monte Wilhelmina pelo lado norte. O vale de Baliem, lar da tribo Dani, foi acidentalmente descoberto por uma expedição liderada por Richard Archbold do Museu Americano de História Natural em 1938. Esta expedição contou com a participação de dezenas de soldados holandeses e dayaks que atuaram como carregadores. Os holandeses nomearam o vale de Baliem como Groote Vallei ou Grande Vale.

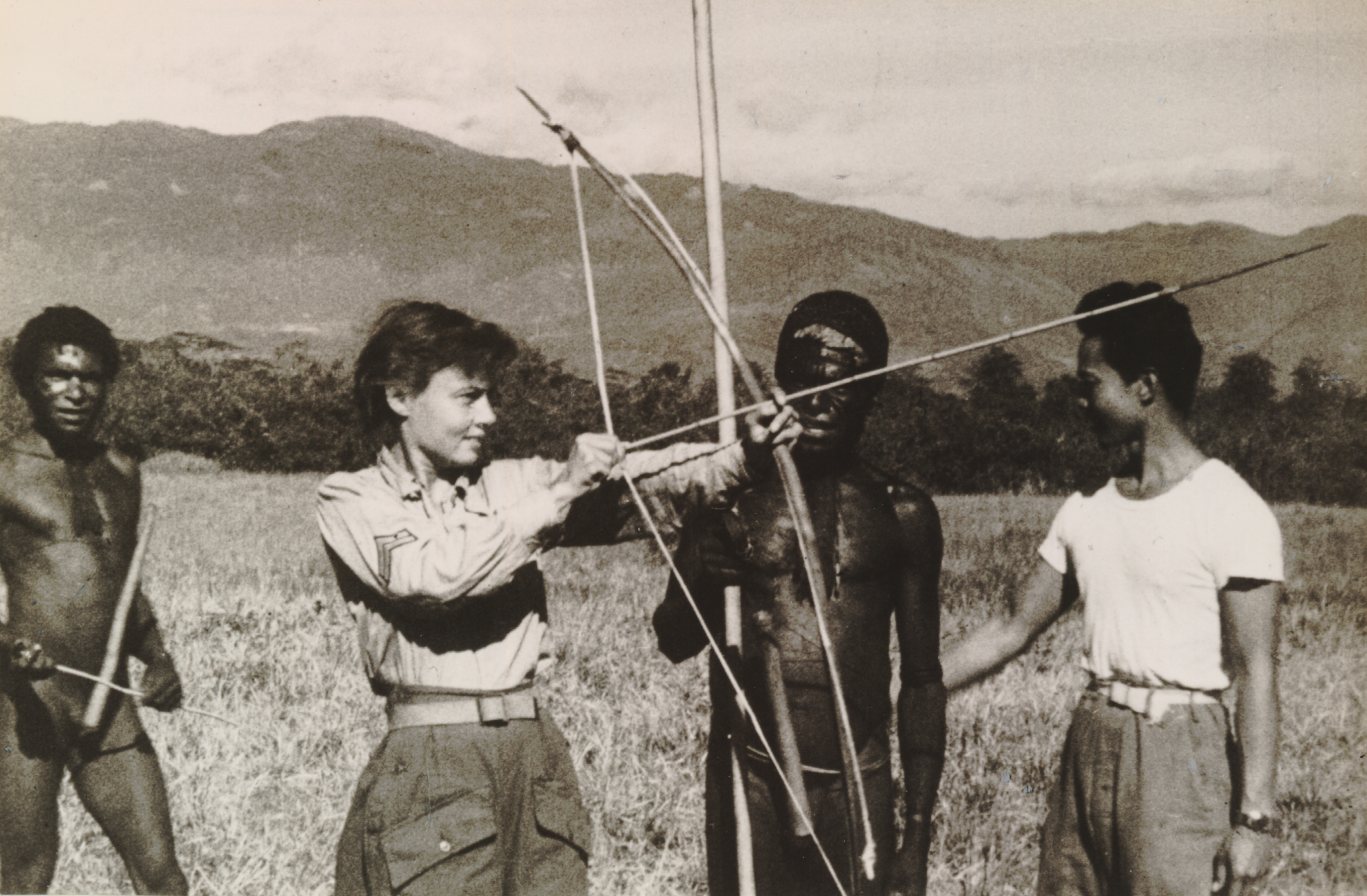
Corporal Margaret Hastings, one of the survivors of the 1945 Gremlin Special incident with the Dani and the Yali in northern Baliem Valley.

No livro intitulado "Perdido em Xangrilá", publicado em 2011, o autor Mitchel Zuckoff revelou que a região ainda não estava mapeada durante a Segunda Guerra Mundial. A geografia da área era traiçoeira, com suas altas e nebulosas montanhas, densas florestas e tribos hostis, levando a inúmeras fatalidades. O incidente mais conhecido ocorreu em 13 de maio de 1945, quando o avião Gremlin Special colidiu com uma montanha na vila de Uwambo, vale do Pass (agora distrito de Abenaho, regência de Yalimo), ao norte do Vale Baliem. Após o acidente, operações especiais foram realizadas, e três indivíduos foram eventualmente resgatados. A história de sobrevivência desses indivíduos ganhou significativa atenção da mídia na época.

### Atividade missionária e era colonial

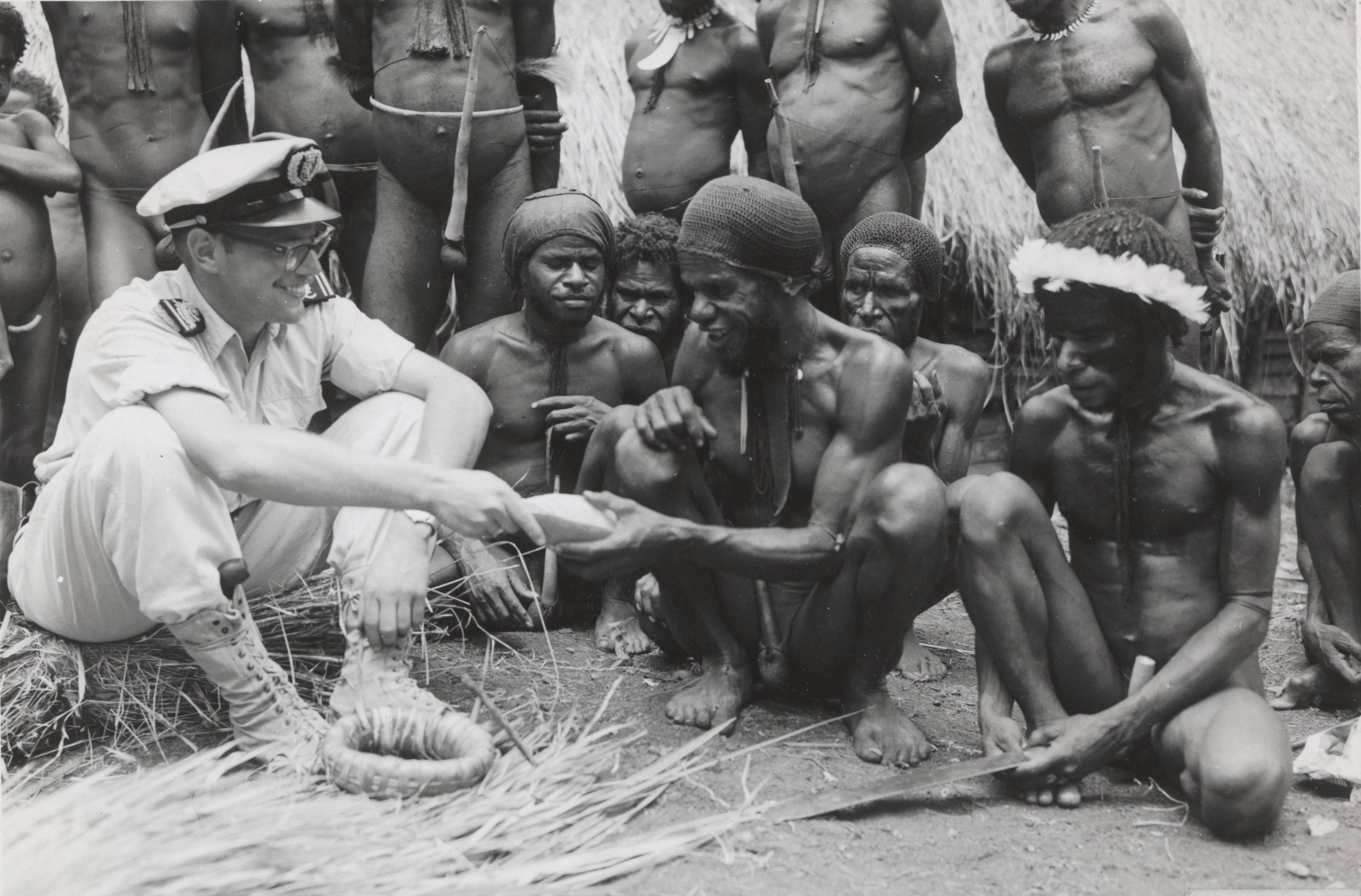
Oficial holandês no vale de Baliem, 1958

Em 1954, uma equipe de missionários da Aliança Cristã e Missionária Americana (C&MA), incluindo os pastores Lloyd Evan Stone e Einer Mickelson, foi levada de Sentani para o vale de Baliem para introduzir o Cristianismo. Simultaneamente, o governo holandês, liderado por Frits Veldkamp, estabeleceu um posto governamental na região para consolidar sua autoridade no interior. Como resultado, várias aldeias, campos de aviação e instalações de infraestrutura foram erguidas, lançando as bases para uma cidade que mais tarde se tornaria conhecida como Wamena. O dia 10 de dezembro de 1956 marcou o estabelecimento oficial do posto governamental holandês, e a data é agora comemorada como o dia da fundação de Wamena.
As Montanhas Star estão localizadas na região mais oriental, perto das fronteiras da Indonésia. Esta área era um dos territórios inexplorados dos Países Baixos até que a Sociedade Real Geográfica dos Países Baixos (KNAG), lançou uma expedição em 1959. A expedição consistia em cientistas de várias áreas, como zoologia, botânica e antropologia. Os membros da expedição não só adquiriram novos conhecimentos sobre a região e seus habitantes, mas também conseguiram escalar o Monte Juliana, que agora é chamado de Puncak Mandala. Antes da expedição, foi realizada uma pesquisa para encontrar um local adequado para um acampamento e uma pista de pouso. Em 1955, oficiais holandeses como Jan Sneep, Nol Hermans e Pim Schoorl foram enviados em uma pequena expedição ao Vale Sibil, onde encontraram o povo Sibil ou Ngalum. No entanto, o domínio holandês na região foi de curta duração, pois a Nova Guiné Holandesa foi anexada pela Indonésia em 1963, encerrando assim a influência holandesa na área.

### Ocupação indonésia
Após o controle da Nova Guiné Ocidental sob a UNTEA ser incorporado à Indonésia, o governo, através do Ministério do Interior, emitiu as decisões nº 37 e nº 38 de 1968 para formar oito Conselhos Representativos Reginais Populares (DPRD) na Província de Irian Ocidental. O conselho regional da Cordilheira Central foi formado em 4 de julho de 1968 para preparar a execução do Penentuan Pendapat Rakyat, abreviado como PEPERA. Para apoiar o PEPERA, líderes tribais das montanhas centrais de Irian, como Alex Doga, Kurulu Mabel (ou em algumas fontes Gutelu) e Ukhumiarek Asso, formaram o Quartel General do PEPERA (que atualmente abriga a filial da RRI em Wamena). Posteriormente, esses líderes tribais, liderados por Silo Doga, foram convidados a se encontrar com Sukarno no Palácio da Independência. Lá, declararam sua lealdade à república e proclamaram Sukarno como Líder Tribal das Montanhas de Papua através de um juramento de sangue com os polegares. Porque o sangue de Doga foi considerado misturado com o de Sukarno e vice-versa, ele ficou conhecido como Silo Karno Doga e nomeou seu distrito como tal. Enquanto isso, o PEPERA na regência de Jaiavijaia (atual Papua Pegunungan) foi implementado pelo Conselho Deliberativo para Determinação da Opinião do Povo na Regência de Jaiavijaia, liderado por Clement Kiriwaib (ex-membro do Conselho da Nova Guiné) em 16 de julho de 1969 em Wamena, onde concordaram com duas decisões: Irian Ocidental é uma parte indivisível do Estado Unitário da República da Indonésia e não se separará da Nação Indonésia de Sabang a Merauke. Em dezembro, o governo emitiu a Lei nº 12 de 1969 sobre a criação da Província Autônoma de Irian Ocidental e das Regências Autônomas na Província de Irian Ocidental. Uma delas foi a regência de Jaiavijaia, que incluía os distritos de Baliem, Bokondini, Tiom e Oksibil.
Essa regência foi a precursora da província de Alta Papua. Em 11 de dezembro de 2002, a regência de Jaiavijaia foi dividida em regências de Jaiavijaia, Yahukimo, Montes Bintang (Pegunungan Bintang) e Tolikara. Então, em 4 de janeiro de 2008, a regência restante de Jaiavijaia foi novamente dividida em regências de Jaiavijaia, Lanny Jaya, Nduga, Mamberamo Central (Mamberamo Tengah) e Yalimo. Essas oito regências, que originalmente faziam parte da regência de Jaiavijaia, foram finalmente reunidas na província de Alta Papua em 2022.
Desde que foi incorporada à Indonésia, esta área tem sido marcada por atos de violência pelo grupo pró-independência Movimento Papua Livre (OPM). Vários incidentes causados pela Organização Papua Livre incluem o sequestro da equipe de pesquisa em Mapenduma em 1996, o assassinato de trabalhadores da Istaka Karya que estavam construindo uma ponte em Nduga em 2018, e o incêndio de escolas e centros de saúde junto com o assassinato de profissionais de saúde na regência de Pegunungan Bintang. Nas montanhas de Papua, também são frequentes os distúrbios comunitários que causam perdas materiais e vítimas, por exemplo, o incêndio de escritórios governamentais em Yalimo devido às eleições regionais de 2021, tumultos em Wamena em 2019 que mataram 10 migrantes de origem minang, e confrontos entre as tribos de Lanny Jaya (predominantemente Lani e Dani) contra Nduga no Distrito de Wouma, regência de Jaiavijaia, usando flechas e queimando casas em 2022.

### Formação da província de Alta Papua

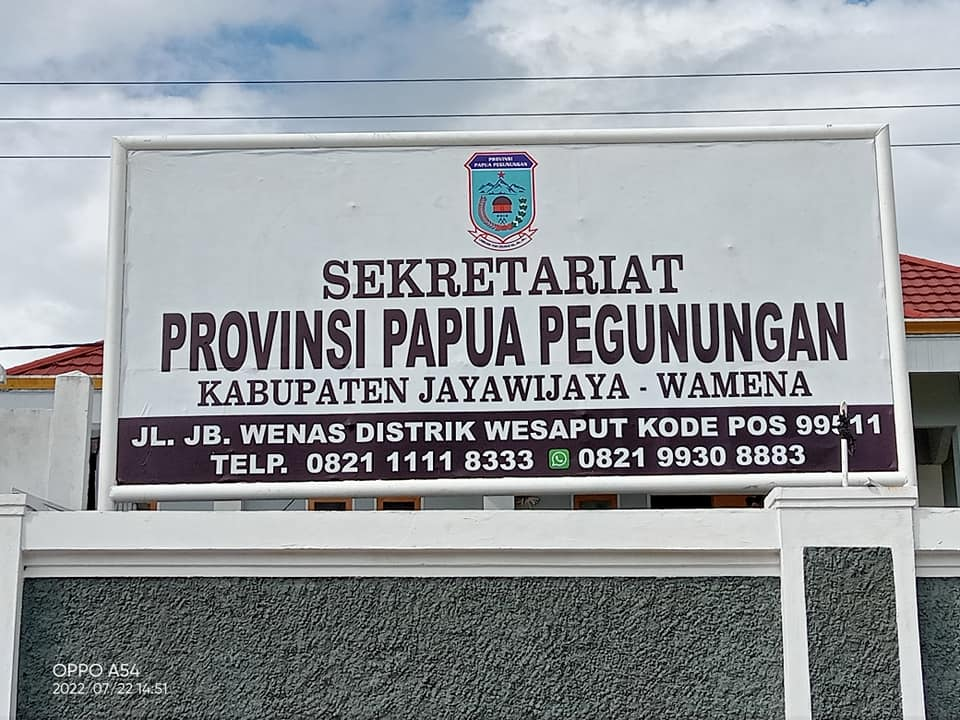
Secretaria Provincial de Alta Papua.

Alta Papua foi formalmente promulgada em 25 de julho de 2022, juntamente com Papua Meridional e Papua Central, e foi inaugurada em 12 de novembro. Logo após a aprovação do projeto de lei para a criação da província em 30 de junho, a regência de Pegunungan Bintang se opôs à sua inclusão na nova província, afirmando que seu acesso a serviços públicos é muito mais próximo de Jaiapura do que de Wamena, e exigiu permanecer na província de Papua ou ser criada como uma nova província de Okmekmin (seus residentes vinham defendendo uma nova região cultural de Okmekmin, pois se consideram diferentes de outras tribos de La Pago). Mas sua inclusão foi rejeitada pelos conselhos tribais da província original de Papua, bem como pelas regiões ao sul e da própria província de Alta Papua. Autoridades governamentais locais e alguns residentes da regência ameaçaram se separar e se juntar à Papua-Nova Guiné se suas exigências não fossem atendidas.
Em 16 de julho, quando a província aguardava para ser formalizada, homens armados do TPNPB atiraram e mataram onze civis (principalmente comerciantes de outras ilhas) e feriram dois outros na vila de Nogolait, na regência de Nduga. Em 22 de julho, o Escritório de Secretaria de Alta Papua foi estabelecido no distrito de Wesaput, na regência de Jaiavijaia, pelo Tim Daerah Otonomi Baru (DOB) Provinsi Papua Pegunungan, um grupo de defesa da formação da região autônoma de Alta Papua Pegunungan, para ser o centro de informações para a nova província.
Após a inauguração da Lei nº 16 de 2022, os prefeitos da nova província colaboraram com o Ministério do Interior através do grupo Kelompok Kerja III(Pokja) para apoiar a nova região autônoma a estabelecer a localização do gabinete do governador e serviço temporário, o orçamento provisório antes das eleições regionais, o Aparato Civil do Estado (ASN), bem como subsídios de cada regência, da província-mãe e do governo central. O Pokja também revisou o potencial local do futuro centro do escritório do Governo Provincial com alternativas oferecidas entre os distritos de Muliama, Wamena, Megapura ou Hubikiak. Enquanto isso, o escritório temporário do governador está localizado no Escritório de Educação da regência de Jaiavijaia, embora haja outras recomendações, como o Shopping Wamena. A placa do escritório temporário do governador foi instalada em 6 de setembro de 2022, mas foi vandalizada um dia depois por 9 membros da Associação de Estudantes da Regência de Jaiavijaia (HMKJ) que foram eventualmente presos pela polícia.

## Política

### Governo
A província segue os limites administrativos originais da regência de Jaiavijaia em sua forma de 1969 a dezembro de 2002 Culturalmente, Alta Papua cobre basicamente a região tribal de La Pago, que inclui a região tribal não reconhecida de Okmekmin.

### Divisões Administrativas
A nova província conta com oito regências (kabupaten), llistadas aibaixo com suas áreas e populações segundo o censo de 2020, e de acordo com estimativas oficiais do censo parcial de 2023. Até 2002, todas as oito regências atuais da província eram parte de uma regência de Jaiavijaia maior, porém em 11 de dezembro de 2002 três novas regências seriam criadas a partir da primeira - Pegunungan Bintang (Montanhas Star), Tolikara e Yahukimo. Subsequentemente, em 4 de janeiro de 2008, outras quatro regências foram criadas de outras partes da regência de Jaiavijaia - Lanny Jaya, Mamberamo Tengah (Mamberamo Central), Nduga e Yalimo.
| Código Wilayah | Nome da Regência               | Capital  | Lista de Distritos | Área em km2 | População (censo de 2010) | População (censo de 2020) | População (censo parcial de 2023) | IDH (2020)    |
| -------------- | ------------------------------ | -------- | --- | ----------- | ------------------------- | ------------------------- | --------------------------------- | ------------- |
| 95.01          | Regência de Jaiavijaia         | Wamena   | Asologaima, Asolokobal, Asotipo, Bolakme, Bpiri, Bugi, Hubikiak, Hubikosi, Ibele, Itlay Hisage, Koragi, Kurulu, Libarek, Maima, Molagalome, Muliama, Musatfak, Napua, Pelebaga, Piramid, Pisugi, Popugoba, Siepkosi, Silo Karno Doga, Taelarek, Tagime, Tagineri, Trikora, Usilimo, Wadangku, Walaik, Walelagama, Wame, Wamena, Welesi, Wesaput, Wita Waya, Wollo, Wouma, Yalengga                                                         | 2.629,01    | 196.085                   | 269.553                   | 278.180                           | 0.580 (Médio) |
| 95.02          | Regência de Pegunungan Bintang | Oksibil  | Aboy, Alemsom, Awinbon, Batani, Batom, Bime, Borme, Eipumek, Iwur, Jetfa, Kalomdol, Kawor, Kiwirok, Kiwirok Timur, Mofinop, Murkim, Nongme, Ok Aom, Okbab, Okbape, Okbemtau, Okbibab, Okhika, Oklip, Oksamol, Oksebang, Oksibil, Oksop, Pamek, Pepera, Serambakon, Tarup, Teiraplu, Weime | 13.751,92   | 65.434                    | 77.872                    | 81.910                            | 0.454 (Baixo) |
| 95.03          | Regência de Yahukimo           | Dekai    | Amuma, Anggruk, Bomela, Dekai, Dirwemna, Duram, Endomen, Hereapini, Hilipuk, Hogio, Holuon, Kabianggama, Kayo, Kona, Korupun, Kosarek, Kurima, Kwelemdua, Kwikma, Langda, Lolat, Mugi, Musaik, Nalca, Ninia, Nipsan, Obio, Panggema, Pasema, Pronggoli, Puldama, Samenage, Sela, Seredela, Silimo, Soba, Sobaham, Soloikma, Sumo, Suntamon, Suru Suru, Talambo, Tangma, Ubahak, Ubalihi, Ukha, Walma, Werima, Wusama, Yahuliambut, Yogosem | 16.365,94   | 164.512                   | 350.880                   | 367.110                           | 0.494 (Baixo) |
| 95.04          | Regência de Tolikara           | Karubaga | Airgaram, Anawi, Aweku, Bewani, Biuk, Bogonuk, Bokondini, Bokoneri, Danime, Dow, Dundu, Egiam, Geya, Gika, Gilubandu, Goyage, Gundagi, Kai, Kamboneri, Kanggime, Karubaga, Kembu, Kondaga, Kuari, Kubu, Li Anogomma, Nabunage, Nelawi, Numba, Nunggawi, Panaga, Poganeri, Tagime, Tagineri, Telenggeme, Timori, Umagi, Wakuwo, Wari/Taiyeve II, Wenam, Wina, Woniki, Wugi, Wunim, Yuko, Yuneri                                             | 2.990,01    | 114.427                   | 236.986                   | 244.250                           | 0.495 (Baixo) |
| 95.05          | Regência de Mamberamo Tengah   | Kobagma  | Eragayam, Ilugwa, Kelila, Kobagma, Megambilis | 4.101,50    | 39.537                    | 50.685                    | 52.870                            | 0.476 (Baixo) |
| 95.06          | Regência de Yalimo             | Elelim   | Abenaho, Apalapsili, Benawa, Elelim, Welarek | 3.148,29    | 50.763                    | 101.973                   | 106.740                           | 0.483 (Baixo) |
| 95.07          | Regência de Lanny Jaya         | Tiom     | Awina, Ayumnati, Balingga, Balingga Barat, Bruwa, Buguk Gona, Dimba, Gamelia, Gelok Beam, Goa Balim, Gollo, Guna, Gupura, Karu, Kelulome, Kolawa, Kuly Lanny, Kuyawage, Lannyna, Makki, Melagi, Melagineri, Milimbo, Mokoni, Muara, Nikogwe, Niname, Nogi, Pirime, Poga, Tiom, Tiom Ollo, Tiomneri, Wano Barat, Wereka, Wiringgambut, Yiginua, Yiluk, Yugungwi                                                                             | 2.339,78    | 148.522                   | 196.399                   | 205.580                           | 0.479 (Baixo) |
| 95.08          | Regência de Nduga              | Kenyam   | Alama, Dal, Embetpen, Gearek, Geselma, Inikgal, Iniye, Kegayem, Kenyam, Kilmid, Kora, Koroptak, Krepkuri, Mam, Mapenduma, Mbua Tengah, Mbulmu Yalma, Mbuwa, Mebarok, Moba, Mugi, Nenggeagin, Nirkuri, Paro, Pasir Putih, Pija, Wosak, Wusi, Wutpaga, Yal, Yenggelo, Yigi | 5.886,89    | 79.053                    | 106.533                   | 111.720                           | 0.316 (Baixo) |
| Totals         | Totals                         | Totals   | Totals | 5.,213,34   | 858.333                   | 1.390.881                 | 1.448.360                         | 0.483 (Baixo) |

A província agora forma um dos 84 distritos eleitorais nacionais da Indonésia para eleger membros para o Conselho Representativo do Povo. O Distrito Eleitoral de Alta Papua consiste em todas as 8 regências da província e elege 3 membros para a legislatura.

## Geografia
De acordo com o Instituto Nacional de Estatística da Indonésia, a área terrestre de Alta Papua é de 51.213,34 km². Alta Papua é a primeira e única província da Indonésia sem litoral.

### Topografia

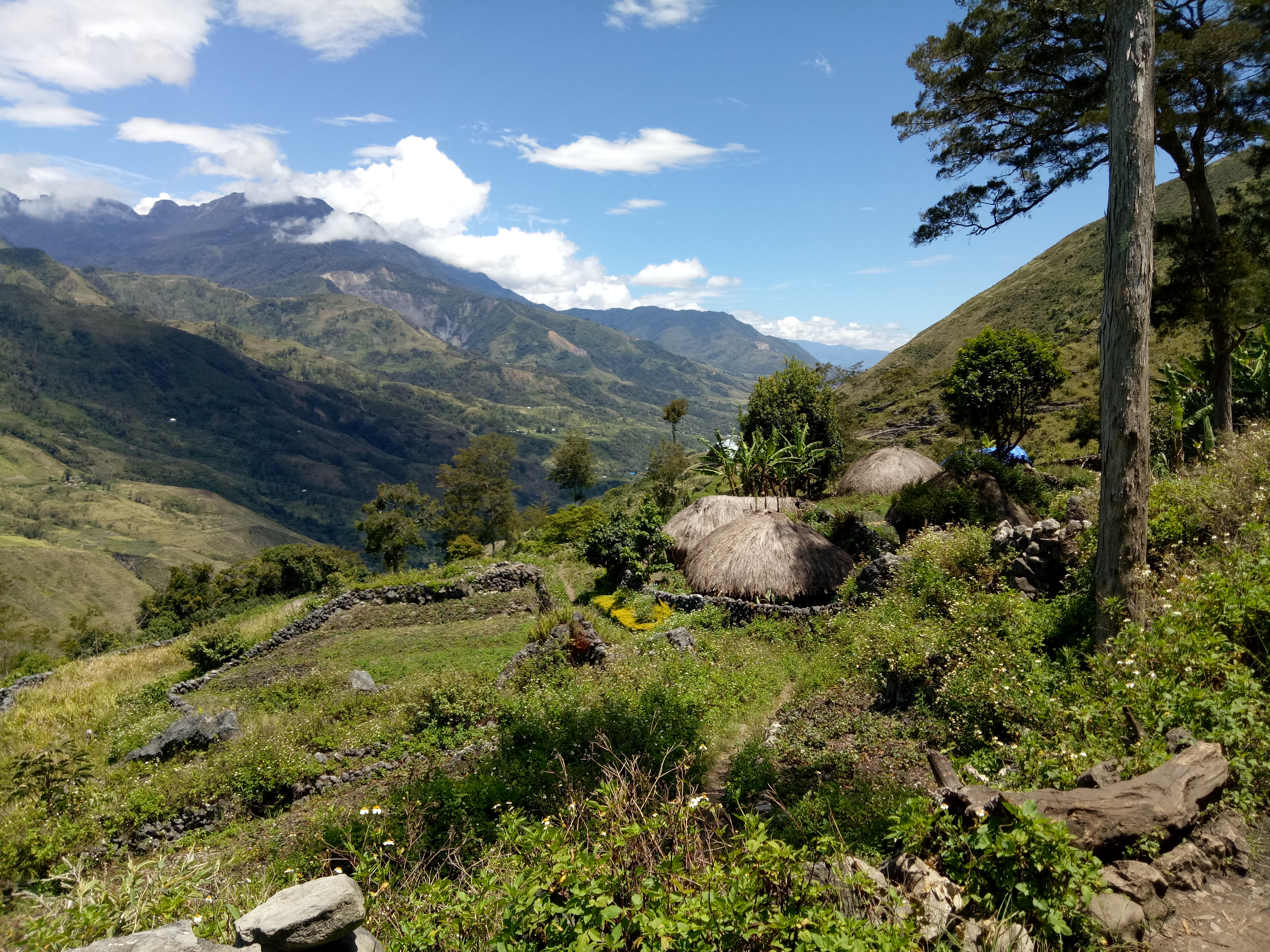
Vila de Parela Village, distrito de Kurima District, regência de Yahukimo no vale de Baliem

Alta Papua apresenta uma paisagem caracterizada por vales profundos ladeados por montanhas imponentes. Facilitados por guias locais, viajantes podem embarcar em expedições para explorar vilarejos tradicionais espalhados por esses vales. No entanto, acessar esses assentamentos implica atravessar terrenos acidentados repletos de perigos, incluindo inclinações íngremes, ravinas precárias e travessias de rios.
Alta Papua consiste predominantemente em terrenos de altitude conhecidos como a Cordilheira Central, que se estendem da Papua Central até Papua-Nova Guiné. As Montanhas Jaiavijaia estão localizadas no lado indonésio da cordilheira. Esta cordilheira abrange picos que ultrapassam 4.000 metros acima do nível do mar. Picos notáveis nesta província incluem o Puncak Trikora, com 4.760 metros, e o Puncak Mandala, com 4.750 metros acima do nível do mar. Aninhados entre esses picos elevados estão vales com elevações que superam 1.500 metros acima do nível do mar. Renomados por sua fertilidade, esses vales servem como locais para assentamentos tradicionais e terras agrícolas, cultivando principalmente batata-doce, um alimento básico entre as tribos locais. Exemplos desses vales incluem o vale de Baliem na regência de Jaiavijaia e o vale de Toli na regência de Tolikara. Além disso, essas montanhas servem como nascente para os principais rios da Ilha de Papua, notavelmente o rio Mamberamo, que flui para o norte, e o Rio Digul, que corre para o sul.

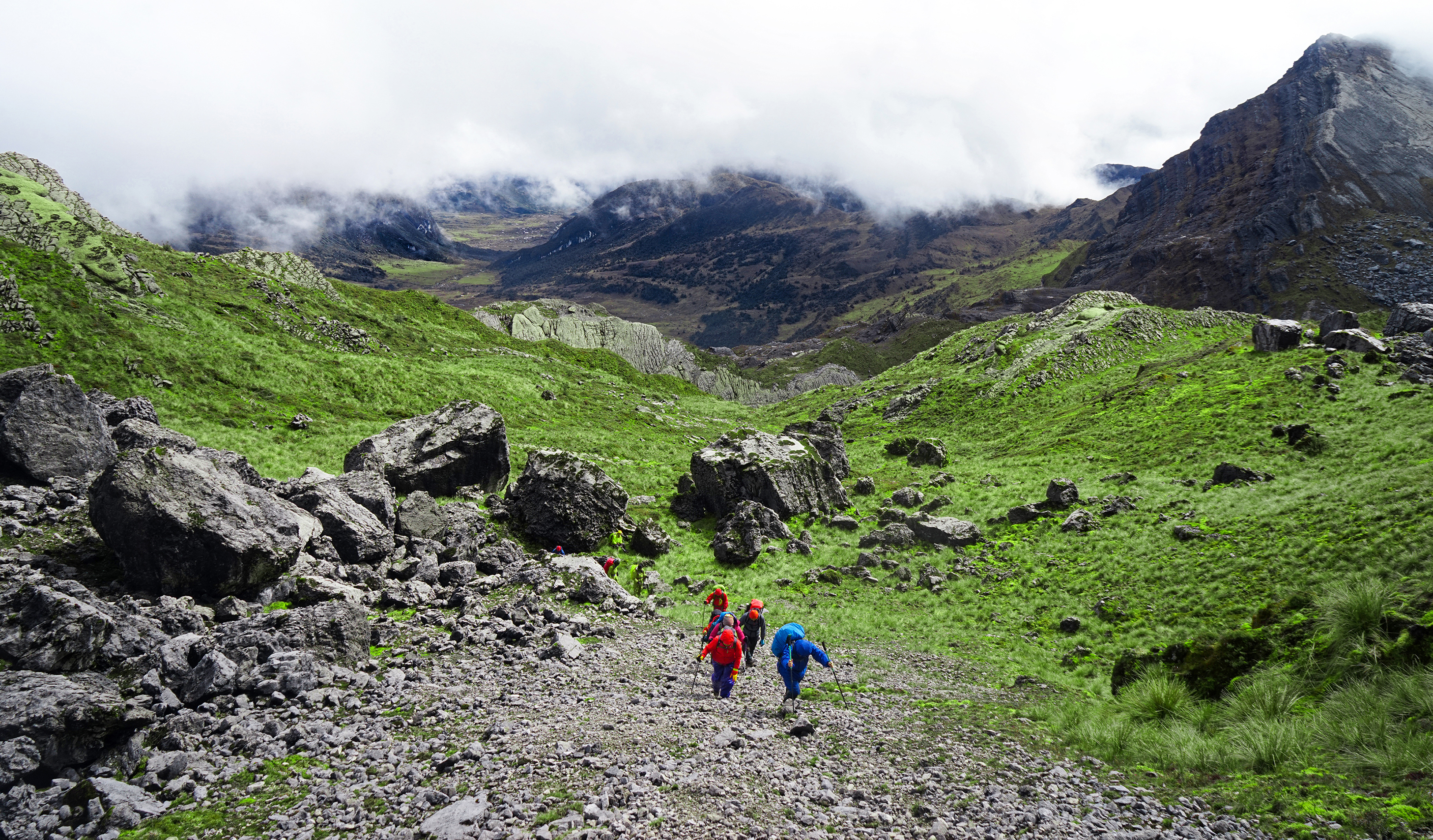
Parque Nacional de Lorentz

Certas regiões desta província são suscetíveis a geadas, uma consequência das temperaturas extremamente frias. Esse fenômeno climático representa uma ameaça significativa à agricultura, frequentemente resultando em falhas nas colheitas e, em casos graves, fome. Um exemplo notável ocorreu em Kuyawage, Lanny Jaya, onde foram observadas dificuldades induzidas por geadas. No entanto, a entrega de ajuda a essas áreas foi dificultada pela infraestrutura mínima e pela presença do Movimento Papua Livre, um grupo terrorista que opera na região. Em contraste, os flancos sul e norte das Cordilheira Central apresentam planícies mais baixas. Essas áreas de planície abrigam centros urbanos importantes, como as capitais Yahukimo em Dekai e Nduga em Kenyam. Embora esses locais não sejam sujeitos ao frio extremo das montanhas, enfrentam seus próprios desafios. O clima mais quente os torna vulneráveis a surtos de malária, necessitando de esforços concentrados no controle e prevenção de doenças.
Em termos de ecorregião, Alta Papua pode ser dividida em duas: a zona de florestas húmidas de altitude da Cordilheira Central, a partir de uma altura de cerca de 1.000 a 3.000 metros acima do nível do mar, e as pastagens subalpinas da Cordilheira Central, acima de 3.000 metros do nível do mar. Sua flora e fauna são semelhantes às da Austrália, como as aves-do-paraíso e a equidna. Uma das áreas de conservação estabelecidas para proteger esta região é o Parque Nacional de Lorentz, que é o maior parque nacional do Sudeste Asiático.

## Demografia

### Evolução demográfica
A população de Alta Papua tem mostrado um crescimento significativo ao longo das décadas. Em 1971, a população era de 174.872 habitantes. Na década seguinte, em 1980, a população aumentou para 257.791, representando um crescimento de 47,4%. Em 1990, a população cresceu mais 34,8%, chegando a 347.612 habitantes. A virada do milênio trouxe um aumento ainda mais acentuado, com a população saltando para 877.300 em 2000, um aumento impressionante de 152,4%.
No entanto, entre 2000 e 2010, houve uma ligeira diminuição de 2,2%, resultando em uma população de 858.333. A partir de então, a população voltou a crescer significativamente, alcançando 1.390.881 em 2020, o que representa um aumento de 62% em relação à década anterior. Em 2023, a população foi estimada em 1.448.360, um aumento adicional de 4,1% em apenas três anos.

### Religião
A população de Alta Papua é predominantemente protestante, com 90,45% dos habitantes seguindo o Protestantismo, conforme os dados de 2022. O Catolicismo Romano é a segunda maior religião, representando 7,50% da população. A seguir, o Islamismo é praticado por 1,87% dos habitantes, enquanto outras religiões são seguidas por 0,18% da população.

## Cultura

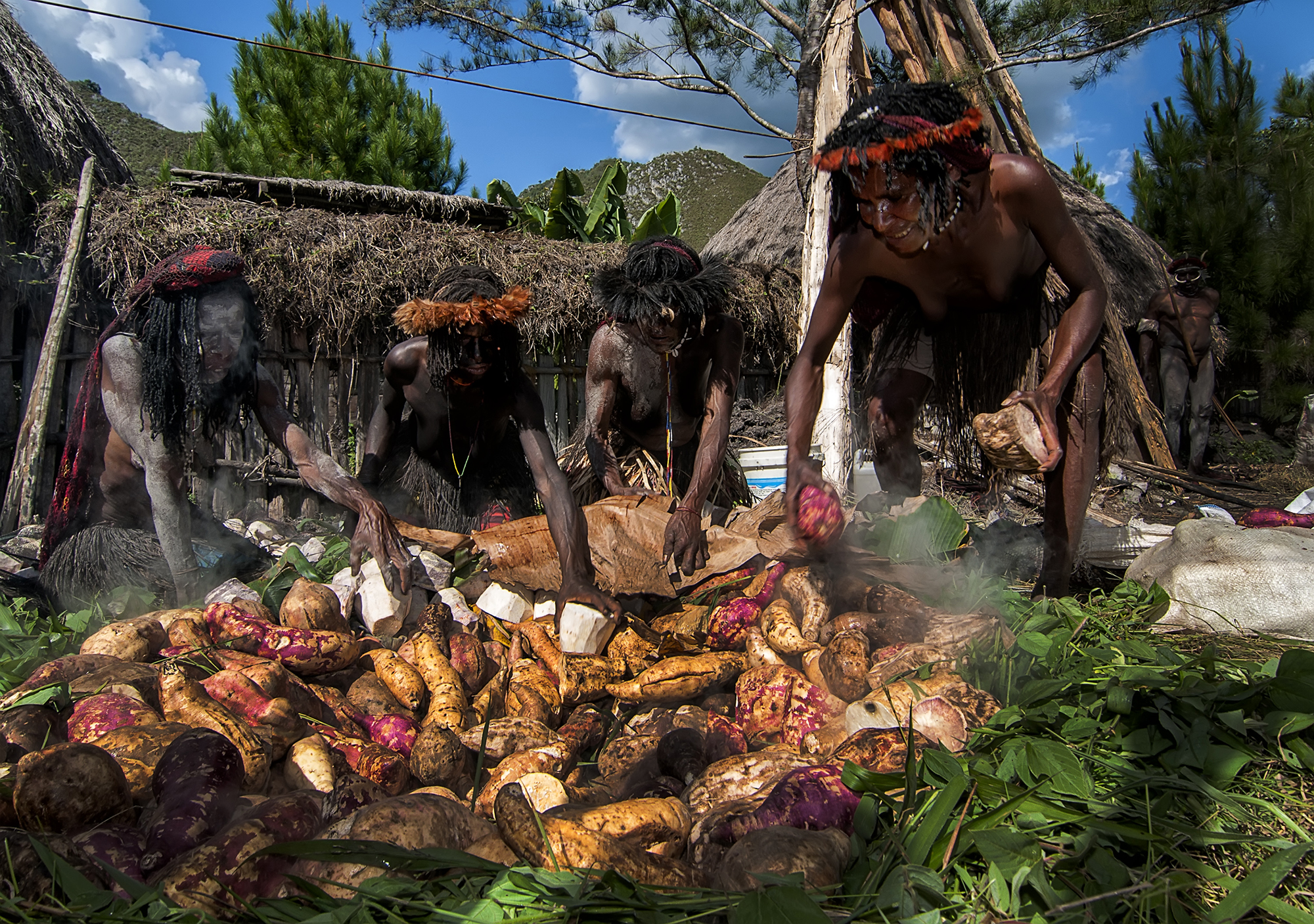
Populações tribais da Papua realizando uma cerimônia de queima de pedras

O povo indígena de Papua tem uma cultura e tradições distintas que não podem ser encontradas em outras partes da Indonésia. Os papuanos costeiros geralmente estão mais dispostos a aceitar a influência moderna em suas vidas diárias, o que, por sua vez, diminui sua cultura e tradições originais. Enquanto isso, a maioria dos papuanos do interior ainda preserva sua cultura e tradições originais, embora seu modo de vida ao longo do século passado esteja ligado à aproximação da modernidade e da globalização. Cada tribo papuana geralmente pratica suas próprias tradições e cultura, que podem diferir muito de uma tribo para outra.
Uma das tradições papuanas mais conhecidas é a tradição de queima de pedras (Indonésio: Tradisi Bakar Batu ou Barapen), praticada pela maioria das tribos papuanas na província. A tradição de queima de pedras é uma tradição importante para todos os papuanos indígenas. Para eles, é uma forma de gratidão e um local de encontro entre os moradores da aldeia. Essa tradição é geralmente realizada em ocasiões de nascimentos, casamentos tradicionais, coroação de chefes tribais e reuniões de guerreiros. O nome dessa tradição varia em cada região. O nome Barapen vem da língua Biak. Chama-se tradição de queima de pedras porque as pedras são queimadas até ficarem quentes o suficiente para serem usadas para cozinhar alimentos. Carne, batatas-doces e vegetais são colocados em cima de folhas de bananeira, que são usadas para cobrir a superfície quente das pedras.
A tradição de corte de dedos (Indonésio: Tradisi Potong Jari ou Iki Paleg) é praticada entre o povo Dani do vale de Baliem, no centro de Papua. Esta tradição simboliza harmonia, unidade e força que vem de dentro de uma pessoa e de uma família. De acordo com a cultura do povo Dani, a família é o pilar mais valioso que um ser humano possui, e os dedos são acreditados simbolizar a existência e a função de uma família. Assim, a tradição de cortar os dedos é realizada quando alguém perde um membro da família ou parente, como marido, esposa, filhos, irmãos mais novos e mais velhos, para sempre. Para o povo Dani, a tristeza e o luto devido à adversidade e à perda de um membro da família não são apreciados apenas pelo choro, mas também pelo corte dos dedos. O povo Dani acredita que cortar um dedo é um símbolo da tristeza e da dor de perder um membro da família. A tradição de corte de dedos também é vista como uma maneira de prevenir a recorrência de uma catástrofe que reivindicou a vida de um membro da família em luto.
Uma cultura de guerras tribais e animosidades entre tribos vizinhas há muito está presente nas montanhas. Por exemplo, 125 aldeões Dani foram mortos em um ataque de um clã inimigo em 4 de junho de 1966.

### Artes e entretenimento

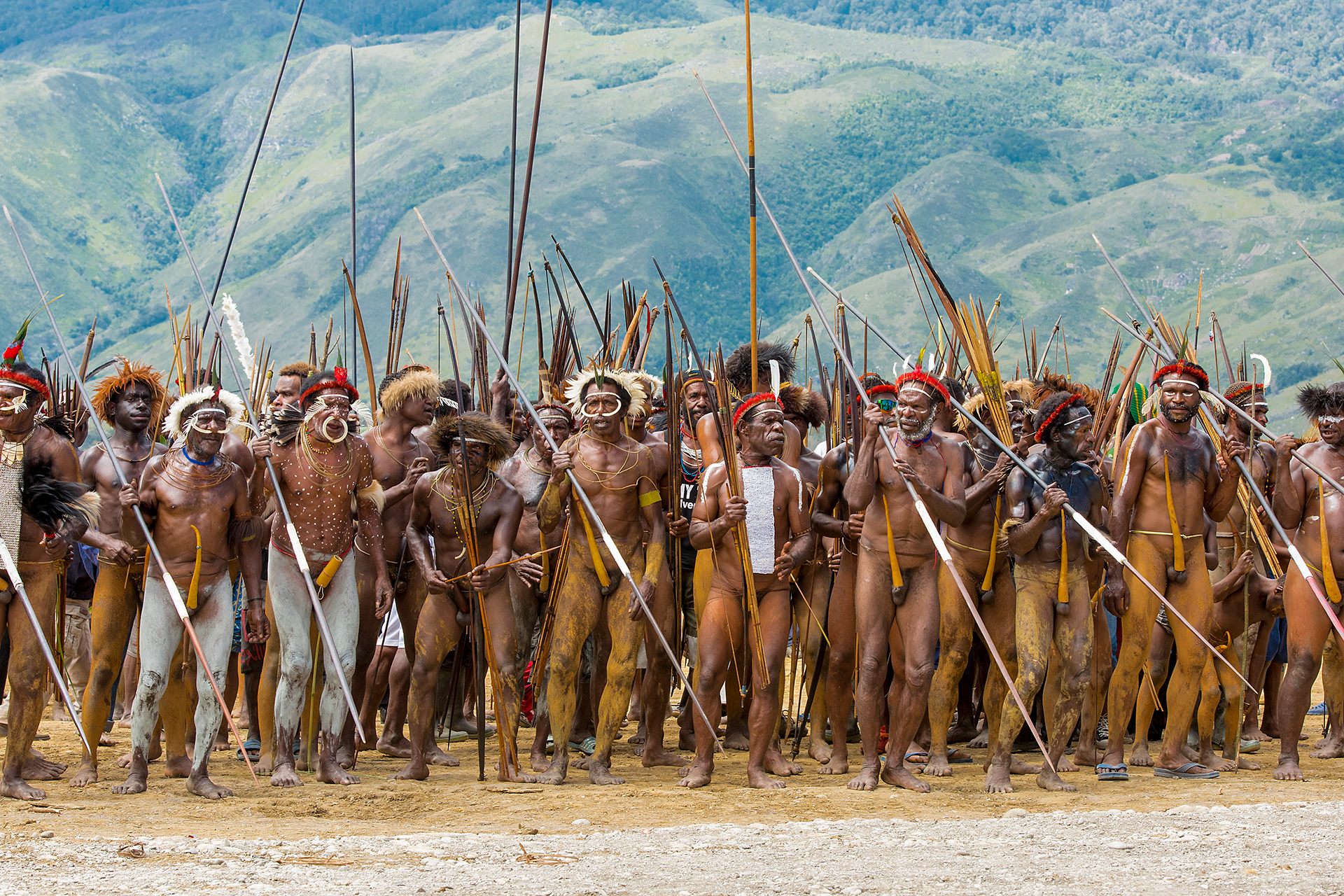
Festividades tribais no vale de Baliem

Existem muitas danças tradicionais nativas da província de Papua. Cada tribo papuana geralmente possui suas próprias danças tradicionais únicas. Uma dessas danças é a dança de guerra papuana, uma das mais antigas danças do povo papuano, com raízes que remontam a milhares de anos e sendo uma das heranças dos tempos pré-históricos da Indonésia. Na cultura papuana, essa dança simboliza a força e a bravura do povo papuano.
Supostamente, essa dança fazia parte das cerimônias tradicionais durante as lutas entre tribos e agora pode ser vista preservada durante festividades no vale de Baliem. Os dançarinos que executam essa dança são grupos de homens, geralmente começando com sete pessoas ou mais. Eles dançam ao som de tambores e canções de guerra. Seus movimentos são caracteristicamente animados, como se estivessem indo para a batalha. A dança de guerra papuana é única, variada e enérgica, indicando o heroísmo e a coragem do povo papuano.
Além dos movimentos dos dançarinos com as armas que carregam, a singularidade dessa dança também é vista nas roupas dos dançarinos.

### Arquitetura

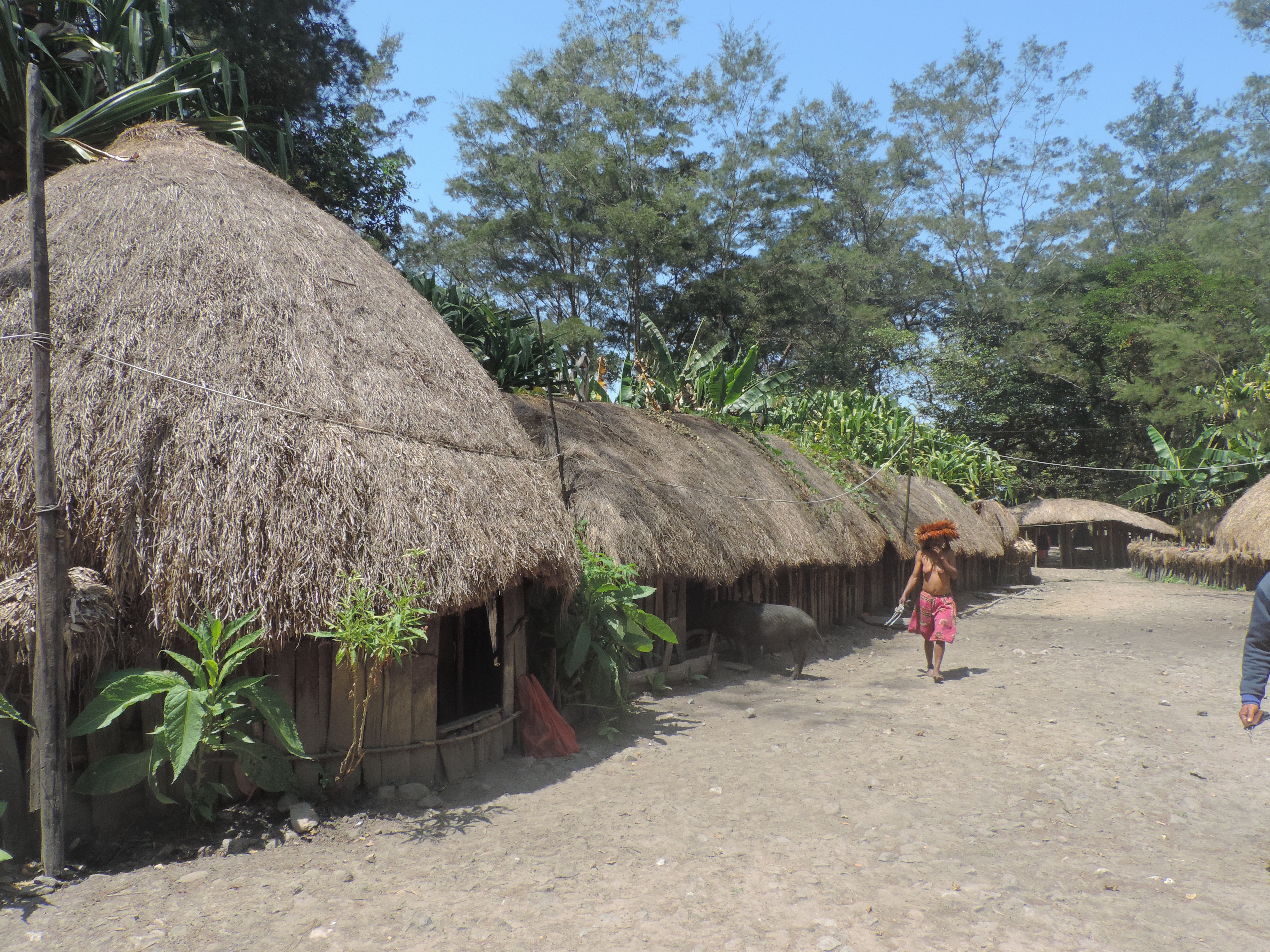
Traditional Dani houses near Wamena in the Baliem Valley

Papua é famosa por suas diversas casas tradicionais, sendo uma delas a honai. A honai é uma casa tradicional papuana, especialmente encontrada nas regiões montanhosas. A forma básica da honai é circular, com uma estrutura de madeira e paredes tecidas, além de um telhado cônico feito de palha. A honai está espalhada por quase todos os cantos do vale de Baliem, que cobre uma área de 1.200 quilômetros quadrados.
A distância do chão ao teto da casa é de apenas cerca de 1 metro. Dentro da honai, há uma lareira localizada bem no centro. O telhado de palha e as paredes de madeira da honai trazem ar fresco para o interior. Se o ar estiver muito frio, toda a casa é aquecida pela fumaça da lareira. Para o povo Dani, a fumaça da lenha não é algo incomum, pois estão acostumados a serem expostos a ela por longos períodos. Contanto que a porta permaneça aberta, o oxigênio continua a fluir para dentro.
A honai é sustentada por quatro pilares principais chamados heseke, que são fincados no chão a uma certa distância (cerca de 1 metro) para formar um quadrado. No meio desses pilares principais, há uma lareira chamada wulikin. A honai é construída com um sótão, o que a divide em dois cômodos: a parte superior é chamada de henaepu e serve como dormitório, enquanto a parte inferior é chamada de agarowa e é usada para descansar, contar histórias, conversar e comer. A parte superior do sótão ou piso é feita de madeira frutífera e coberta com madeira lokop tecida (um tipo de bambu muito pequeno), podendo ser coberta novamente com palha ou grama seca. Normalmente, a honai tem apenas uma porta, que é pequena e baixa, fazendo com que as pessoas entrem e saiam de quatro. À esquerda ou à direita da entrada há uma porta que leva ao sótão.

### Armas e armaduras tradicionais
Armas e armaduras desta seção são dos Dani, povo do distrito de Kurulu, Jaiavijaia.
A lança papuana é chamada pela comunidade local de "Tul". A lança era uma arma que podia ser usada tanto para combate quanto para caça. Além disso, a cultura papuana frequentemente usa a lança como um item em danças. O material utilizado na construção das lanças vem da madeira de pau-ferro papuano, conhecido como Kayu Yoli, ou madeira negra chamada Kayu Yomalo, pedras de rio que eram afiadas para servir como ponta de lança ou para afiar a ponta. Por essa razão, a lança consegue se manter como uma arma essencial em atividades de caça e combate. O que torna essa arma tradicional papuana especial é que existe uma regra que proíbe o uso da lança para outros fins que não a caça e o combate. Por exemplo, é proibido cortar brotos de árvores jovens com a lança, ou usar a lança para carregar produtos da horta. Se essa regra for quebrada, a pessoa que usou a lança terá má sorte. Enquanto isso, no processo de fabricação, a estrutura da lança leva muito tempo. Começa com a madeira retirada da árvore, cortada para o tamanho de 3 metros e seca ao sol. Após secar ao sol, a madeira para o cabo é moldada de uma certa forma e depois esfregada com pó de caracol marinho até ficar afiada, o que leva cerca de 1 semana. Nos costumes tradicionais papuanos, a lança é interpretada como um símbolo da habilidade de um homem. Portanto, as lanças devem ser sempre devidamente armazenadas. Geralmente são penduradas no teto ou colocadas em suportes nas paredes das casas

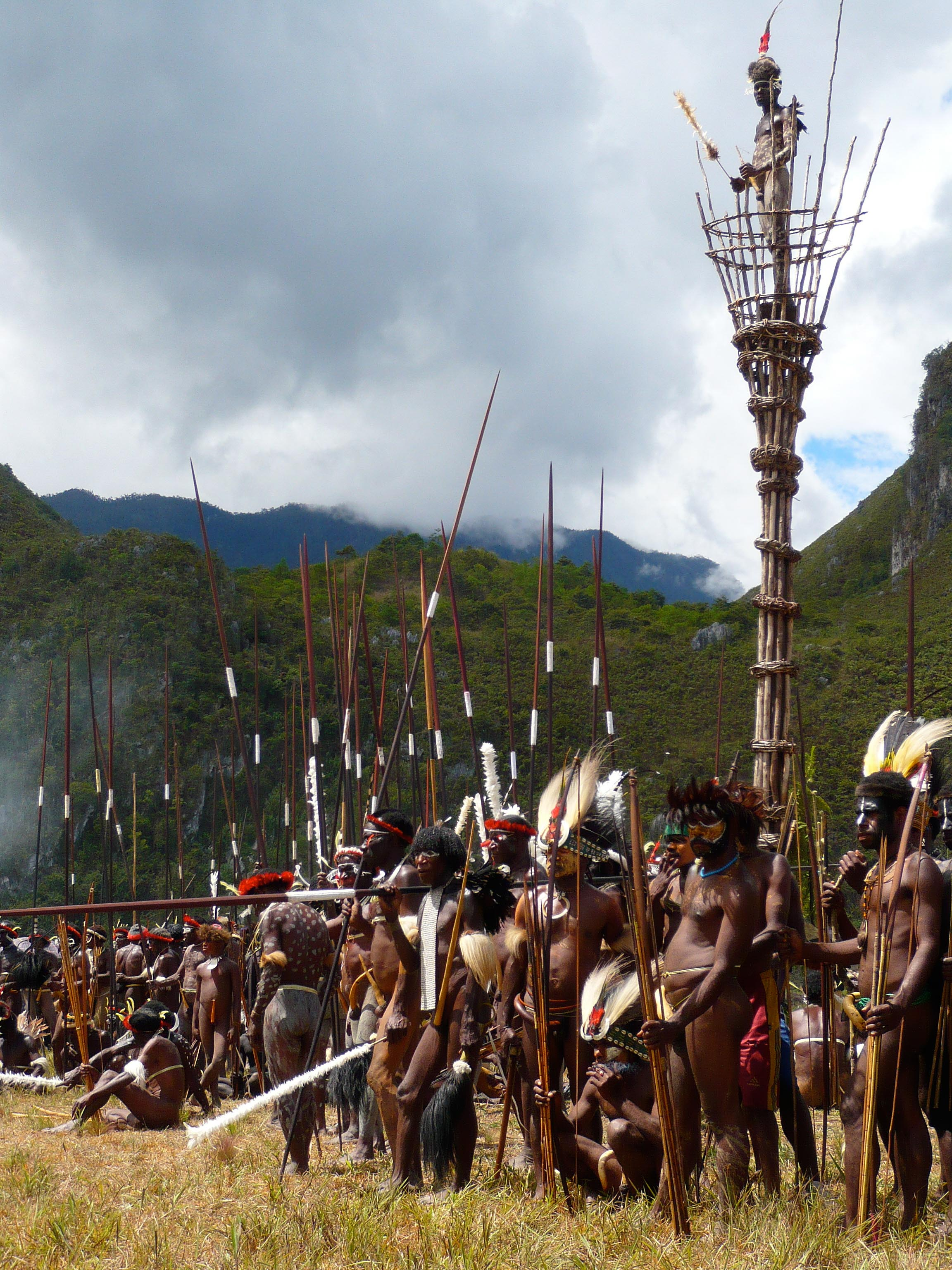
Danis se preparando para uma simulação de batalha durante festividades no vale de Baliem, torre de guarda tradicional (kayo) vista à direita

O arco e flecha é uma arma tradicional papuana usada para caçar javalis e outros animais. Além disso, o arco e flecha papuano eram ferramentas que sempre acompanhavam a lança. Flechas usadas para guerra são chamadas de Suap, enquanto flechas usadas para caçar pássaros são chamadas de Wam Wakiwy, com a diferença nas pontas das flechas. Se o objetivo é caçar pássaros, as pontas das flechas são feitas de Kayu Yomalo e Kayu Dion, e são feitas com três gumes, com duas pontas serrilhadas e uma ponta não serrilhada; para caçar porcos, usa-se uma ponta de bambu. Já em tempos de guerra, as tribos indígenas da Papua têm regras que exigem que a ponta da flecha seja feita de ossos de animais ou madeira dura, enquanto o cabo é feito de Pohon Atar. Além disso, as flechas também servem como itens de decoração e souvenirs para a casa em várias áreas da Papua, incluindo Jaiapura, Wamena e Kurulu. Nessas áreas, as flechas são destinadas apenas para coleções de casa. A coleção de arcos e flechas também não pode ser colocada de qualquer maneira; devem ser colocadas na parede da casa para respeitar a cultura dos serviços da flecha.
Os machados de pedra papuanos são chamados de Jee Jugum e geralmente são feitos de pedras de rio nas cores verde, azul escuro e preto. As pedras eram então divididas ao meio, marcadas de acordo com o formato e afiadas com outra pedra. Água é preparada previamente para esfriar as pedras e evitar que fiquem muito quentes. Eles eram usados para necessidades domésticas, cortar madeira e matar inimigos no campo de batalha. Em Kurulu, o machado tem um significado simbólico durante a construção das casas Itonay.
Os cinzéis papuanos são armas tradicionais papuanas com várias utilidades, como cortar ratã para tecelagem, ferramentas para fazer furos em madeira, bem como ferramentas de emergência para esfaquear inimigos em tempos de guerra. No entanto, a maioria de suas funções agora foi transferida para ferramentas usadas no campo da marcenaria. Historicamente um cinzel era uma ferramenta usada para aparar os dedos durante o luto por um membro da família falecido. Infelizmente, essa cultura foi fortemente desencorajada e às vezes proibida pelo governo, podendo ser usada apenas como ferramenta na indústria. O processo de fabricação de cinzéis não é complicado, mas pode levar até duas semanas. O cabo terá envoltórios de Kele Makwy feitos de fibras de madeira e fixados com cavilhas ocultas feitas de madeira de ferro ou ossos de casuar.
As lâminas de faca papuanas são geralmente usadas para cortar ou fender quando caçam animais na floresta. Mesmo que os animais com que enfrentam sejam grandes mamíferos e crocodilos, os papuanos ainda seguem os costumes vigentes. O costume é que não é permitido usar qualquer tipo de arma de fogo durante a caça. As adagas papuanas são facas feitas de ossos de casuar ou porcos, com 15-20 cm de comprimento. São então afiadas com pedra e moldadas como adagas. Elas eram usadas para fins cerimoniais e para cortar vegetais ou carne durante o cozimento.
O parang papuano é chamado de "jalowy". No processo de fabricação, esse facão leva muito tempo. Derivado de uma pedra dividida, é então afiado e moldado para formar um facão com uma lâmina. Para aumentar o nível de dureza e durabilidade, os fabricantes de facões adicionam óleo de porco e sangue de porco antes de afiar várias vezes até ficar liso e afiado. O parang papuano basicamente tem muitas utilidades. Para fins domésticos, como cozinhar, cortar carne e cortar sago. Além disso, os facões papuanos também são usados na indústria agrícola e para dote durante casamentos, mas apenas os feitos de pedras herdadas. Além disso, o parang também pode ser usado como decoração e coleção de casa.
As armaduras papuanas consistem em escudos chamados Wali Moken e armaduras corporais chamadas Walimo. O Wali Moken é feito de conchas marinhas e cascas de madeira, geralmente pendurado no pescoço para proteger o torso. As conchas marinhas são dispostas em fileiras e amarradas nas extremidades com cascas de madeira ou ratã. Normalmente, leva um mês para fazer uma peça de armadura. O Walimo é feito de ratã e cascas de madeira. Os rattans são limpos e moldados até terem uma seção transversal arredondada, então trançados como se formassem uma cesta e moldados para serem usados como uma camisa. Sua função é proteger o corpo contra flechas que podem perfurar o corpo; outros usos incluem serem usados para fins cerimoniais e como parte do traje de dança tradicional.

### Música e Artesanato

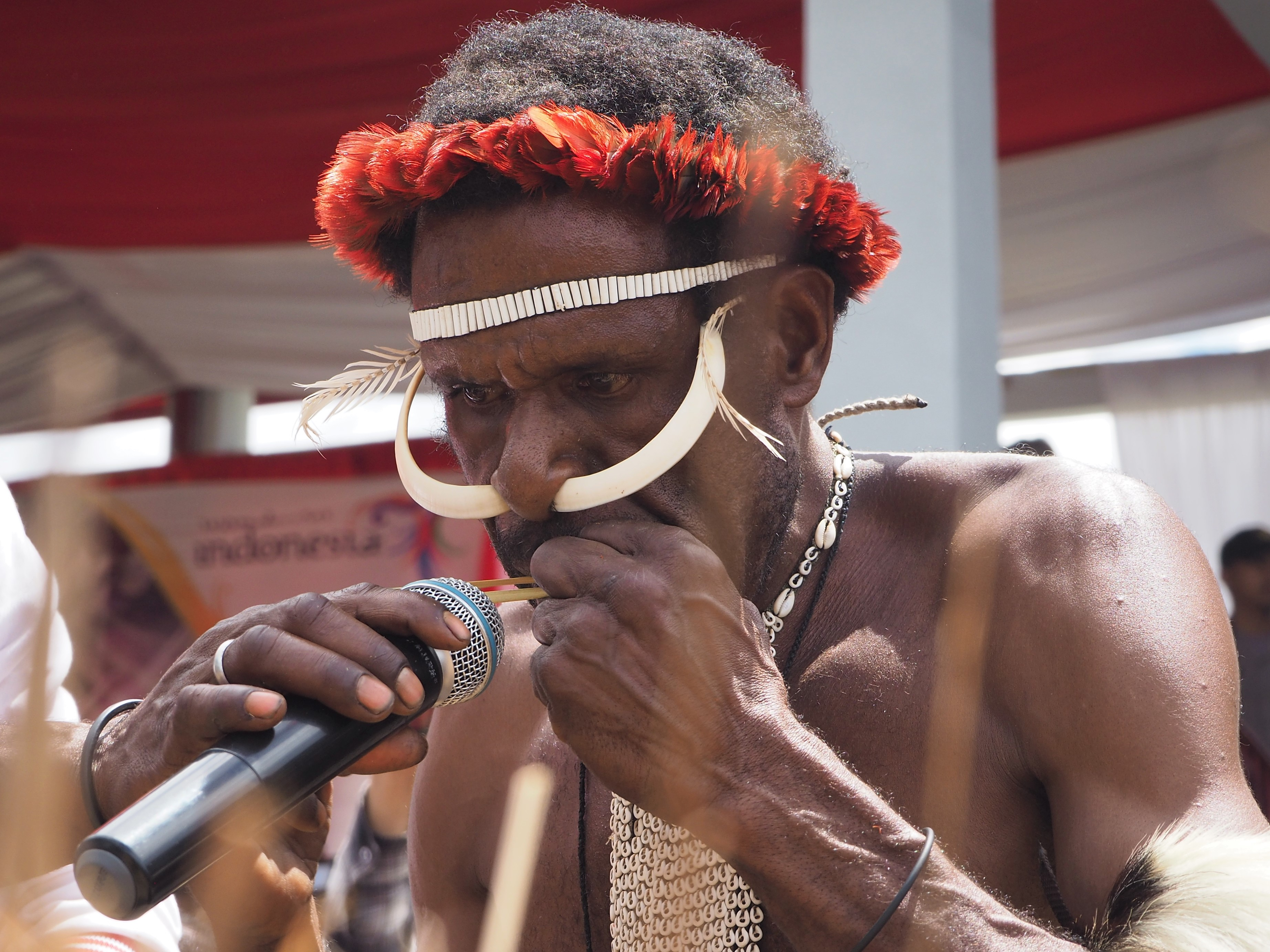
Pikon sendo tocado

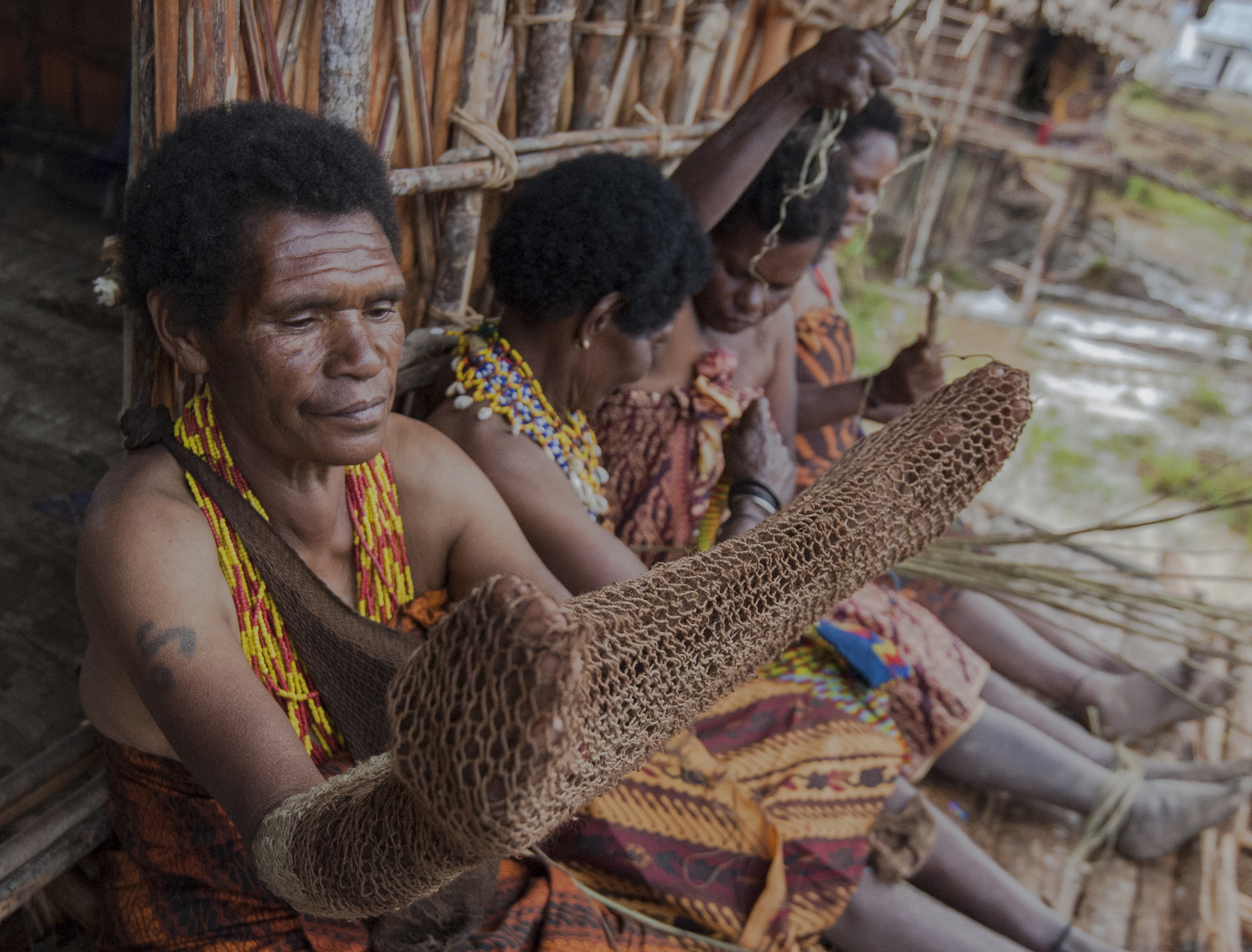
Mulher segurando um "noker", uma bolsa feita de casca de árvore; o noken é um símbolo importante para os povos da papua por conta de sua singularidade. Foi reconhecido como um patrimônio mundial cultural pela UNESCO

Pikon é um instrumento musical tradicional típico das tribos de montanha, como os Hubula, mais comumente chamados de Dani, que habitam o vale de Baliem. Pikon vem da palavra Pikonane na língua Dani, que significa um instrumento musical sonoro. Enquanto os Walak chamam-no de Goknggaik e os Lani chamam-no de Longger. O pikon é composto por bastões vibrantes que são ligados por uma corda no meio, permitindo que produza uma variedade de sons. Originalmente, os bastões eram feitos de madeira ou bambu, mas o ferro tem sido usado para produzir sons de intensidade mais alta. Este instrumento musical é geralmente tocado por homens da tribo Dani. Eles tocam pikon como um aliviador de fadiga, embora o som resultante não seja melodioso, pois é semelhante ao canto de pássaros sem tom definido. No entanto, com o desenvolvimento dos tempos, agora os sons produzidos pelo pikon podem ser ouvidos como tons de dó, mi e sol. O pikon também é tocado no Festival Cultural do Vale de Baliem, em Jaiavijaia, que comemora o Dia da Independência da Indonésia. O comprimento do pikon em geral é de 5,2 cm. A maneira de tocar o pikon é soprando o centro do bastão que foi perfurado enquanto puxa a corda que une os bastões. O pikon também pode ser formado usando um hite, que é a casca de uma seta.
Noken é uma bolsa tradicional papuana carregada na cabeça e feita de fibras de casca, embora também seja usada como cobertura para a cabeça e corpo. Semelhante às bolsas, em geral, essa bolsa é usada para carregar itens diários. Os papuanos costumam usá-la para transportar produtos agrícolas, como vegetais e tubérculos, e também para levar mercadorias ao mercado. Devido à sua singularidade ao ser carregada na cabeça, o noken foi registrado pela UNESCO como uma das obras tradicionais e patrimônio cultural mundial. Em 4 de dezembro de 2012, o noken foi incluído nas Listas do Patrimônio Cultural Imaterial da Humanidade como um patrimônio cultural da Indonésia. Em várias áreas da Papua, o noken – em vez da urna eleitoral convencional – é preferido como uma forma de depositar cédulas, sendo reconhecido como uma ferramenta de votação nas eleições regionais da Papua.
Koteka é uma capa peniana tradicionalmente usada pelos habitantes nativos de alguns grupos étnicos na Nova Guiné (principalmente de regiões montanhosas) para cobrir seus genitais. Normalmente, são feitos de cabaça seca, Lagenaria siceraria, embora espécies não relacionadas, como a planta-jarro Nepenthes mirabilis, também sejam usadas. São mantidos no lugar por um pequeno laço de fibra preso à base do koteka e colocado ao redor do escroto. Um segundo laço colocado ao redor do peito ou abdômen é ligado ao corpo principal do koteka. É uma vestimenta tradicional em certas sociedades das montanhas da Nova Guiné, incluindo o vale de Baliem. Geralmente, é usado sem outras roupas, preso em posição vertical, embora os Yali o usem com enrolamentos corporais feitos de ratã. Muitas tribos podem ser identificadas pela maneira como usam seu koteka. Alguns usam-nas apontando diretamente para fora, para cima, em um ângulo ou em outras direções, o que na cultura Lani indica o status social do usuário. O diâmetro do koteka também pode ser uma pista. Os Lani usam um koteka de diâmetro grande chamado kobewak, que também é usado para guardar trocados e outros itens, enquanto os Yali usam um koteka mais longo e mais fino. Ao contrário da crença popular, há pouca correlação entre o tamanho ou comprimento do koteka e o status social do usuário. Em 1971-1972, o governo da Nova Ordem da Indonésia lançou a Operasi Koteka, que consistia principalmente em tentar incentivar o uso de calças e camisas, pois tais roupas eram consideradas mais "modernas". No entanto, o povo não tinha trocas de roupas, não tinha sabão e não estava familiarizado com o cuidado dessas roupas, então as roupas não lavadas causavam doenças de pele. Também houve relatos de homens usando as calças como chapéus e mulheres usando os vestidos como bolsas.

### Culinária
A comida tradicional dos papuanos da Cordilheira Central geralmente consiste em javali assado com tubérculos, como batata-doce (hipere), como alimento básico. Isso é diferente dos alimentos nas regiões litorâneas da Nova Guiné Ocidental e do leste da Indonésia, que geralmente incluem sagu, ou das culinárias do oeste da Indonésia que preferem o arroz como alimento básico. Em Alta Papua, o porco assado, que consiste em carne de porco e inhame, é assado em pedras aquecidas colocadas em um buraco cavado no chão e coberto com folhas; esse método de cozimento é chamado de bakar batu (queima de pedras), e é um evento cultural e social importante entre os papuanos. Em algumas comunidades papuanas que são muçulmanas ou ao receber convidados muçulmanos, o porco pode ser substituído por frango, carne bovina ou carneiro, ou pode ser cozido separadamente do porco. Isso, por exemplo, é praticado pelas comunidades Welesi e Meteo na regência de Jaiavijaia para receber o mês do Ramadã.
Udang selingkuh (Cherax sp.) é um tipo de prato de lagostim nativo de Wamena e arredores. O udang selingkuh geralmente é servido grelhado com tempero mínimo, que é apenas sal. O sabor levemente adocicado desse animal faz com que o prato fique bastante salgado. O udang selingkuh é geralmente acompanhado de arroz quente e papaia ou couve. Normalmente, também é servido com uma combinação de molho sambal colo-colo, que tem um sabor picante e adocicado.

## Transporte

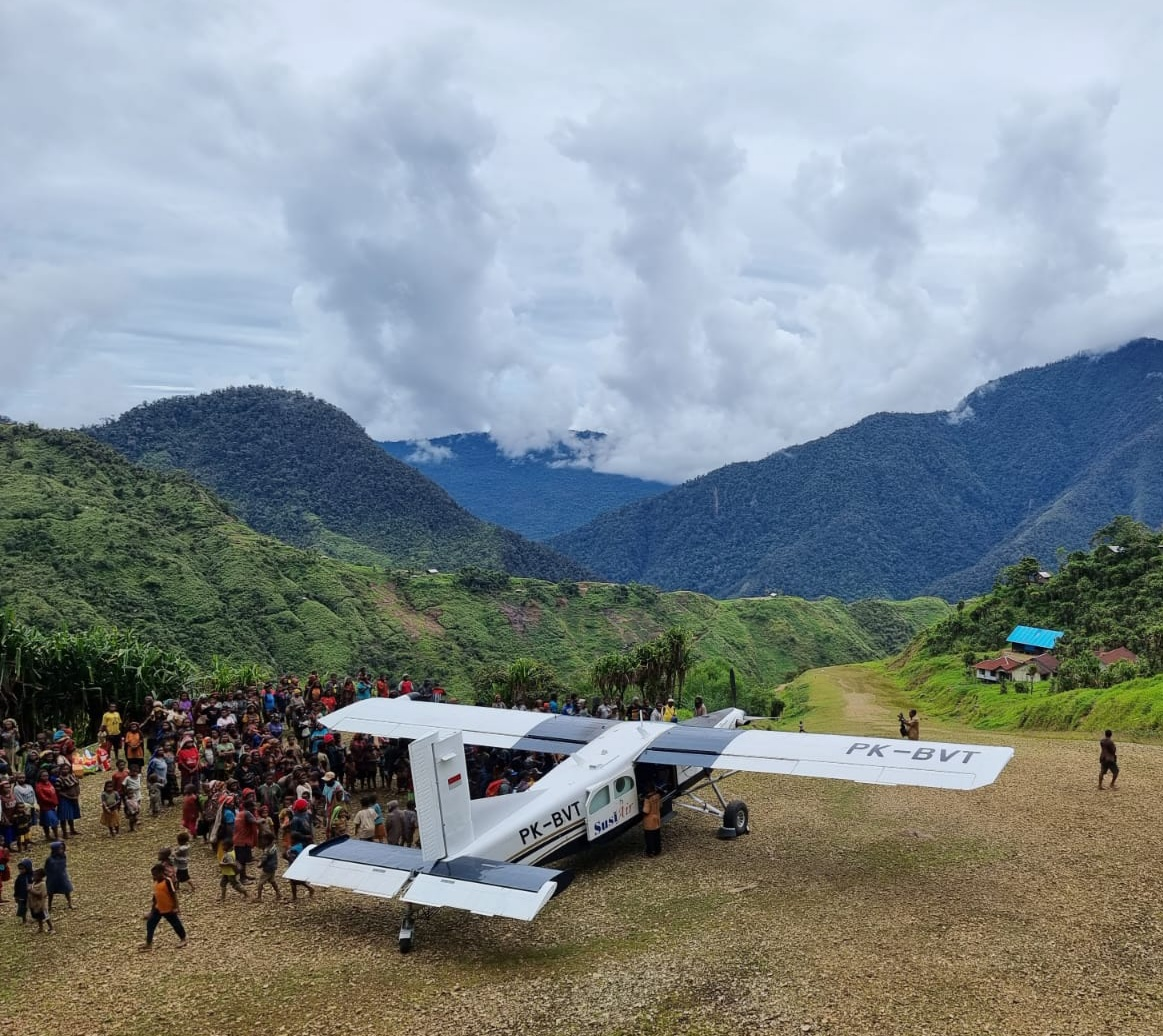
Um avião a hélices em uma pista de pouso isolada em Alta Papua

O extenso terreno montanhoso e a infraestrutura subdesenvolvida destacam o papel crucial do transporte aéreo em Alta Papua. Cada capital de regência possui seu próprio aeroporto listado abaixo:
- Aeroporto de Wamena em Jaiavijaia, o aeroporto mais movimentado da província.
- Aeroporto de Nop Goliat Dekai em Yahukimo.
- Aeroporto de Oksibil em Pegunungan Bintang.
- Aeroporto de Tiom em Lanny Jaya.
- Aeroporto de Karubaga em Tolikara.
- Aeroporto de Elelim em Tolikara.
- Aeroporto de Kobakma em Mamberamo Central.
- Aeroporto de Kenyam em Nduga.

Além disso, numerosos campos de aviação atendem distritos e vilarejos isolados com infraestrutura limitada (alguns nem são pavimentados). Esses campos de aviação são apoiados por rotas pioneiras (rute perintis) subsidiadas pelo governo para aumentar a mobilidade entre a população. Esses campos de aviação têm presença policial e militar limitada, o que cria um alto risco para pilotos e passageiros. Um incidente notável foi a crise de reféns em Nduga em 2023, onde o Movimento Papua Livre atacou um avião e fez seu piloto e todos os cinco passageiros reféns no distrito de Paro, em Nduga.